# قرار مجلس الأمن التابع للأمم المتحدة رقم 1083
قرار مجلس الأمن التابع للأمم المتحدة رقم 1083، المتخذ بالإجماع في 27 تشرين الثاني / نوفمبر 1996، بعد التذكير بجميع القرارات المتعلقة بالحالة في ليبيريا، ولا سيما القرار 1071 (1996)، مدد المجلس ولاية بعثة مراقبي الأمم المتحدة في ليبيريا حتى 31 آذار / مارس 1997 وناقش المسائل المتعلقة ببعثة مراقبي الأمم المتحدة في ليبريا.
وأشار مجلس الأمن إلى أن الجماعات في ليبريا استمرت في انتهاك وقف إطلاق النار. ورحب بعملية نزع السلاح، وفقاً لاتفاق أبوجا، وبمشاركة جميع الأطراف على النحو المتفق عليه سابقاً.
وطُلب من جميع الجماعات وقف الأعمال العدائية على الفور، واستكمال نزع السلاح في الوقت المناسب، ودعم الاتفاقات التي أبرمتها الجماعة الاقتصادية لدول غرب أفريقيا في اجتماع عقد في آب / أغسطس 1996. وكان الأخير مهماً لاستمرار انتخابات عام 1997 كما هو مخطط لها، وحث المجتمع الدولي على دعم العمل ومشاريع التدريب في ليبريا لضمان إعادة تأهيلها. كما أدان مجلس الأمن بأشد العبارات تدريب الجنود الأطفال ونشرهم وطالب بتسريح جميع الجنود الأطفال. وقد أُدينت الهجمات على مجموعة المراقبة التابعة للجماعة الاقتصادية لدول غرب إفريقيا وبعثة مراقبي الأمم المتحدة في ليبريا ووكالات الإغاثة الإنسانية، وتم التأكيد على أهمية حقوق الإنسان.
علاوة على ذلك، طُلب من جميع البلدان التقيد الصارم بحظر الأسلحة المفروض على ليبيريا بموجب القرار 788 (1992) وإبلاغ اللجنة المنشأة بموجب القرار 985 (1995) عن الانتهاكات. وأخيراً، طُلب إلى الأمين العام بطرس بطرس غالي أن يقدم تقريراً مرحلياً بحلول 31 كانون الثاني / يناير 1997 بشأن التوصيات المتعلقة بدعم الأمم المتحدة المحتمل لانتخابات عام 1997.

## روابط خارجية
- نص القرار في undocs.org